# Geremias Steinmetz
Geremias Steinmetz (ur. 26 lutego 1965 w Sulinie) – brazylijski duchowny katolicki, arcybiskup Londriny od 2017.

## Życiorys
9 lutego 1991 otrzymał święcenia kapłańskie i został inkardynowany do diecezji Palmas-Francisco Beltrão. Uzyskał tytuł licencjata z liturgiki na rzymskim Anselmianum. Przez dziesięć lat pracował w parafiach diecezji, zaś w latach 2002-2006 był rektorem seminarium w Francisco Beltrão. W 2006 mianowany wikariuszem generalnym diecezji.
5 stycznia 2011 papież Benedykt XVI mianował go biskupem diecezji Paranavaí. Sakry biskupiej udzielił mu 25 marca 2011 biskup Palmas-Francisco Beltrão, José Antônio Peruzzo.
14 czerwca 2017 papież Franciszek mianował go arcybiskupem metropolitą Londriny. Ingres odbył się 12 sierpnia 2017.